# Romain Brandela
 (avril 2023).
Romain Brandela, né le 5 décembre 1973 à Saint-Cloud (Hauts-de-Seine), est un pilote de course automobile professionnel participant à différents championnats nationaux et internationaux sur différents types de véhicules (Prototypes / GT / Historiques). Il est chef du service événementiel de BMW France.

## Participations et résultats
- Karting
- 2000
  - Championnat de France 206 Peugeot
  - Essais Porsche 993 GT3 Cup

- 2001 :
  - Coupe Formule France Endurance -Championnat de France 206 CC

- 2002 :
  - 4e du Championnat Formule France Endurance
  - Ferrari F355 Challenge (VdeV)

- 2003 :
  - 5e du Championnat de France Formule France
  - Championnat Formule Europe (Ouverture du GP de F1 de Magny-Cours)

- 2004 :
  - 3e du Championnat de France Véhicules historiques (Chevron B8)
  - Championnat de France Formule France (3 podiums)

- 2005 :
  - Championnat de France Véhicules historiques (Lola T70-Chevron B8)
  - Championnat de France GT (Porsche 996 GT3 Cup/ Team Ruffier Racing)
  - Championnat de France GT (Lister Storm GT1 / Team Création Autosportif)

- 2006 :
  - Championnat de France GT (Lister Storm GT1 / Team Création Autosportif)

- 2007 :
  - 4e du Championnat de France GT (Porsche 996 RSR GT2) Red Racing
  - Porsche Carrera Cup (3 courses/ 2 podiums)
  - Fin du championnat de France GT sur Viper GT1
  - 24 H de Spa-Francorchamps (FIA GT –Ferrari F430) 10 podiums sur la saison

- 2008 :
  - 7e Championnat de France GT (Ferrarir F43O)
  - 8e des 24 H de Spa-Francorchamps (FIA GT / Ferrari F430 GT3 / Team Sport Garage)

- 2009 :
  - Championnat de France GT3 (BMW Alpina B6 GT3 / Team Sport Garage)
  - 24 H de Spa-Francorchamps (FIA GT / BMW Alpina B6 GT3 / Team Sport Garage)
  - Championnat d’Europe FIA GT3 (Paul Ricard HTTT-Zolder BMW B6 Alpina/ Team Sport Garage)

- 2010 :
  - Championnat de France GT (Lamborghini Gallardo GT3 / Team RuffierRacing) : Vice Champion Gentlemen Driver
  - 24 H de Spa-Francorchamps (FIA GT / BMW Alpina B6 GT3 / Team Sport Garage)

- 2011 :
  - Championnat de France GT (BMW Z4 GT3 /Team AB Motorsport), Blancpain Endurance Series (Ferrari F430 GT3 / Team Sport Garage)
  - 24h00 de Spa : F430 Scuderia (Sport Garage)

- 2012 :
  - Blancpain Endurance series (Lamborghini Gaillardo GT3)/ 2 manches Championnat de France GT3 (Lamborghini Gaillardo GT3)
  - 24h00 de Spa (Ferrari F458 GT3)
  - 2 tours d'horloge Véhicule Historique le Castellet (Elva)

- 2013 :
  - Blancpain Endurance Series (Ferrari F458 GT3)
  - Endurance Le Mans Series (LMP2 Lola BMW)
  - 24 Heures du Mans (LMP2 Lola BMW) 38e du classement général et 12e de la catégorie
  - 24 Heures de Spa (Ferrari F'458 GT3) 18e du classement général et 2e de la catégorie

- 2014 :
  - Blancpain Endurance Series (Ferrari F458 GT3) (2e Cat Monza)
  - Endurance Le Mans Series (LMP2 Morgan BMW)Morand Racing
  - 24 Heures du Mans (LMP2 Morgan BMW) 10e du classement général et 6e de la catégorie
  - 2e ELMS Imola

- 2015 :
  - Blancpain Endurance Series (Ferrari F458 GT3)
  - Championnat de France FFSA GT (Ferrari F458 GT3) Duqueine Engeenering

- 2016 :
  - Blancpain Endurance Series (Ferrari F458 GT3)
  - Championnat de France FFSA GT (Ferrari F458 GT3) Sport Garage

- 2017 :
  - 24 Heures du Mans (LM GTE Am Chevrolet Corvette C7.R)[1] 48e du classement général, 15e de la catégorie et pole position de la catégorie

- 2018 :
  - Championnat de France FFSA GT (BMW M4 GT4)
  - 25 heures de Spa Fun Cup

- 2019 :
  - Championnat de France FFSA GT (BMW M4 GT4)
  - 25 heures de Spa Fun Cup

2020 :
- LIGIER JS2R
- Lamera Cup

2021 :
- LIGIER JS2R
- 25 heures de Spa Fun Cup